# Lobelia hartwegii
Lobelia hartwegii là loài thực vật có hoa trong họ Hoa chuông. Loài này được Benth. ex A.DC mô tả khoa học đầu tiên năm 1839.